# Slovensko kulturno društvo Tabor, Opčine
Slovensko kulturno društvo Tabor z Opčin nad Trstom je bilo uradno ustanovljeno 7. decembra 1967. A Slovenci so živeli na Opčinah odkar zaselek obstaja, tako so začutili potrebo po kulturnem druženju že v drugi polovici 19. stoletja, saj so že leta 1868 ustanovili slovensko čitalnico. Obdobje med obema svetovnima vojnama in fašizem sta zelo okrnila slovensko kulturno delovanje, a je po vojni že 6. avgusta 1945 začelo delovati Prosvetno društvo Opčine. Politične razmere pa so že leta 1948 izredno pretresle tedanjo slovensko manjšino, saj se je zaradi Kominforma (in posledično delitev na Staliniste in Titoiste med Slovenci v Italiji) iz PD Opčine izpisalo mnogo članov, ki so posledično ustanovili Kulturno društvo Andrej Čok. Mladi slovenski Openci so kasneje ustanovili še Mladinski krožek. Tako so leta 1967 na Opčinah delovala kar štiri slovenska kulturna društva, če prištejemo še Društvo Finžgarjev dom, kjer so se zbirali Slovenci, ki so bili politično bližji demokratičnim in katoliškim vrednotam. Slovenski narodni manjšini v Italiji je bil z mednarodnim dogovorom (diplomatska nota v okviru Londonskega memoranduma iz leta 1954 in kasnejši dodatek iz leta 1961 določata namembnost objekta) kot vojna odškodnina dodeljen Prosvetni dom na Opčinah (bivši italijanski Ricreatorio), kjer so že delovala nekatera slovenska društva. Prišlo je do združitve treh slovenskih društev in nastalo je SPD Tabor, kot prvi predsednik je bil Rudi Vremec.
Slovensko kulturno društvo Tabor je od svojega nastanka imelo zelo razgibano delovanje, saj so imeli dramski odsek, ki še deluje in je s svojimi gledališkimi predstavami večkrat prejel tudi prestižne nagrade. Openski gledališki igralci so večkrat nastopali tudi na Zamejskem festivalu amaterskih dramskih skupin. Leta 1969 je bil ustanovljen Moški pevski zbor Tabor, ki ga je kot prvi vodil Sveto Grgič. Moški zbor je neprekinjeno deloval 50 let, imel je ogromno koncertov in je pripravil veliko število prireditev.
Leta 1981 so v društvu ustanovili knjižnico Pinko Tomažič in tovariši.
V Prosvetnem domu, kjer je sedež Slovenskega kulturnega društva Tabor, se redno odvijajo tudi druge dejavnosti, kot so telovadba za odrasle, aerobika, plesna dejavnost za otroke, ženske se srečujejo v krožku Ob pletenju še kaj… ter v krožku klekljanja, organizirajo tudi likovne in literarne dejavnosti. Večkrat so se Openci s svojim vozom in skupino udeležili tudi Kraškega pusta. Redno pripravljajo najrazličnejše rastave. V poletnem času so več let organizirali Openska glasbena srečanja na dvorišču za društvom ali v dvorani Prosvetnega doma.
V prostorih Prosvetnega doma na Opčinah deluje tudi Bar Tabor, ki je bil svojčas namenjen le članom društva, že več let pa deluje kot navaden gostinski obrat, kjer se lahko druži kdorkoli.